# رونالد ولتش
رونالد ولتش (بالإنجليزية: Ronald Welch)‏ (14 ديسمبر 1909 - 5 فبراير 1982)؛ كاتِب مُتخصِّص في أدب الأطفال وروائي بريطاني.